# تاباکیته

تاباکیته (به انگلیسی: Tabaquite) شهری در کشور ترینیداد و توباگو، استان کووا-تاباکیته-تالپارو است که جمعیت آن در سرشماری سال ۲۰۰۵ میلادی ۳٫۳۱۴ نفر بوده‌است.